# Eduardo Rózsa-Flores
Eduardo Rózsa-Flores (Santa Cruz de la Sierra, Bolivija, 6. ožujka 1960. – Santa Cruz de la Sierra, Bolivija 16. travnja 2009.) bio je bolivijsko-hrvatsko-mađarski novinar,  glumac, plaćenik i navodni tajni agent židovskog podrijetla. U Mađarskoj je bio znan kao Rózsa-Flores Eduardo ili Rózsa György Eduardo.

## Životopis
Eduardo Rózsa-Flores rodio se 1960. godine u Santa Cruzu de la Sierri u Boliviji.
Njegov otac György Obermayer Rózsa bio je mađarski slikar i sveučilišni profesor koji je 1948. godine napustio Mađarsku, preselio u Pariz i 1952. otišao u Boliviju s francuskom etnografskom misijom, uzevši ime Jorge.  Ondje je predavao umjetnost te se oženio s Nelly Flores Arias, katalonskom useljenicom i učiteljicom na višoj školi. 1960. dobili su sina Eduarda. Kao predani komunist, otac mu se je s obitelji preselio u Čile da bi izbjegao diktaturu Huga Banzera, sljedeće godine je emigrirala u Švedsku, nakon što je Augusto Pinochet došao na vlast. a 1979. preselili su se u Mađarsku. Tako je Eduardo Rózsa-Flores srednju školu završio u Budimpešti. Nakon što je odslužio obvezni vojnik rok, pošao je na kratku obavještajnu naobrazbu u KGB-ovu akademiju Feliks Dzeržinski u SSSR. Poslije se pridružio mađarskim obavještajnim službama. Pohađao je sveučilište Eötvös Loránd (ELTE), gdje je diplomirao 1991. godine. Bio je zadnjim tajnikom komunističke mladeške organizacije na ELTE-u 1990. godine. Navodno je surađivao s mađarskim tajnim službama kao student. Njegov prvi novinarski uradak bio je za kubansku Prensu Latinu. Kasnih 1980-ih navodno se je pridružio Opus Deiju.
Početkom Domovinskog rata, Rózsa-Flores je, tada pod imenom Jorge Eduardo Rózsa, radio kao dopisnik za barcelonske novine La Vanguardia i za španjolsku jedinicu BBC World Servicea. U Hrvatsku je stigao lipnja 1991. godine. Nakon nekoliko mjeseci se odlučio priključiti hrvatskim snagama te je postao pripadnik jedinice poznate kao Prvi internacionalni vod (PIV), koju su činili međunarodni dobrovoljci. Rozsa-Flores je u ratu djelovao na ratištu oko Osijeka kao snajper i stekao čin pukovnika. Njegov ratni put je vezan uz kontroverze i optužbe da je mučio i ubio švicarskog dobrovoljca Christiana Wurtemberga pod sumnjom da je srpski špijun, a potom likvidirao britanskog novinara Paula Jenksa koji je istraživao Wurtembergovu smrt. Svoj ratni put je opisao u niz knjiga te autobiografskom filmu Chico gdje je tumačio samog sebe. Idućih je par godina sudjelovao u nekoliko bitaka u istočnoj Hrvatskoj, uključujući obranu Laslova, gdje je uspostavio prvu međunarodnu postrojbu hrvatske vojske.
Službeno je demobiliziran 31. srpnja 1994. godine. Dobio je hrvatsko državljanstvo
Po završetku rata se vratio u Mađarsku, gdje je bio povezan s krajnjom desnicom, ali 2003. godine izazvao veliku pažnju svojim preobraćenjem na islam.
Krajem 2000-ih se vratio u rodnu Boliviju, gdje se u pokrajini Santa Cruz razvio pokret protiv ljevičarske vlade predsjednika Eva Moralesa i za secesiju pokrajine. U bolivijskim medijima se često tvrdilo da je Rozsa-Flores angažiran od strane tamošnjih desničarskih političara i secesionista na čelu s Brankom Marinkovićem kako bi, koristeći svoja ratna iskustva, organizirao paravojne formacije u slučaju ustanka ili oružanog sukoba.
16. travnja 2009. bolivijske su specijalne policijske snage izvele raciju na hotel Las Americas u Santa Cruz de la Sierra gdje je, prema službenoj verziji, došlo do oružanog sukoba u kome su poginuli Rozsa-Flores, irski državljanin Michael Martin Dwyer i mađarski državljanin Árpád Magyarosi. Bolivijski državni mediji su potom prikazali trupla poginulih, tvrdeći da su pripremali atentat na predsjednika Moralesa. U mađarskoj i dijelu bolivijske javnosti se takva verzija osporava, odnosno tvrdi da je Rozsa-Flores likvidiran, a dokazi protiv njega namješteni kako bi se opravdala represija protiv Moralesovih protivnika.

### Filmovi
- Bolse Vita (1996.),
- Vizualizáció (1997.), glavna uloga
- Kisváros (1997.)
- Chico (2001.)

## Vanjske poveznice
- Eduardo Rozsa Flores priznao da se spremao za rat u Boliviji
- Bolivija otvorila sezonu lova na Hrvate: Državna televizija okomila se na ustaše
- Novinar ratnik Chico umro je onako kako je i živio